# Systemet för falska och äkta handlingar online
Systemet för falska och äkta handlingar online (engelska: False and Authentic Documents Online system, Fado-systemet) är ett system inom Europeiska unionen för arkivering av bilder av äkta dokument samt falska versioner av dessa. Syftet med systemet är att underlätta för de nationella myndigheterna att utbyta information om säkerhetsdetaljer och potentiella kännetecken för förfalskning i äkta och falska handlingar för att bekämpa dokument- och identitetsbedrägerier.
Generalsekretariatet vid Europeiska unionens råd har även gjort delar av uppgifterna i Fado tillgängliga för allmänheten genom ett offentligt register över äkta identitets- och resehandlingar online (engelska: Public Register of Authentic travel and identity Documents Online, Prado).

## Historia
Fado-systemet inrättades genom ett beslut, så kallad gemensam åtgärd, av Europeiska unionens råd den 3 december 1998. Den 30 mars 2020 antog Europaparlamentet och rådet en förordning som ersatte den gemensamma åtgärden och moderniserade Fado. Genom förordningen tog Frontex över ansvaret för administrationen av Fado.

## Syfte
Syftet med Fado-systemet är att underlätta utbytet av information om säkerhetsdetaljer och potentiella kännetecken för förfalskning i äkta och falska handlingar för att bekämpa dokument- och identitetsbedrägerier.

## Systemets struktur och innehåll
I motsats till i princip alla övriga informationssystem på området med frihet, säkerhet och rättvisa består Fado-systemet enbart av en central enhet, och inte några nationella enheter. Systemet innehåller information som nationella myndigheter eller unionens institutioner tillhandahåller till Frontex. Frontex ansvarar för driften av systemet och att informationen som finns i systemet är korrekt och tillförlitlig.
Systemet lagrar bilder och beskrivningar av rese-, identitets-, uppehålls- och civilståndshandlingar, körkort och registreringsbevis. Det innefattar både handlingar som utfärdas av medlemsstaterna och handlingar som utfärdas av tredjeländer. Såväl äkta som falska versioner av handlingar läggs in för att sprida information som kan vara till nytta för att identifiera förfalskningar.

### Åtkomst till systemet
Fado-systemet består av flera olika tillgänglighetsnivåer. Europeiska kommissionen, Frontex och ansvariga nationella myndigheter har full tillgång till systemets alla delar. Tredje parter, till exempel tredjeländer och internationella organisationer, kan få tillgång till delar av systemet. Allmänheten och privata aktörer, till exempel flygbolag, har också tillgång till vissa begränsade delar av systemet.

## Administration
Det ursprungliga Fado-systemet administrerades av generalsekretariatet vid Europeiska unionens råd. Genom en förordning 2020 skapades ett nytt system som Frontex ansvarar för. Genom ett beslut av Europeiska kommissionen från mars 2023 fastställs tekniska specifikationer för hur information ska föras in i det nya Fado-systemet.

### Behandling av personuppgifter
Fado-systemet innehåller vissa personuppgifter som kan förekomma i exemplar av falska dokument. Alla personuppgifter måste behandlas enligt förordning (EU) 2018/1725, som reglerar personuppgiftshanteringen av Europeiska unionens institutioner, organ och byråer. Vad gäller äkta handlingar får endast provexemplar eller pseudonymiserade uppgifter läggas in.